# Upplands runinskrifter 152
Runinskrift U 152 är en runsten i Hagby och Täby kommun i Uppland. Stenen var tidigare inbyggd i en källarvägg i Lissby tillsammans med U 153 och U 154. Personerna som omnämns i inskriften på U 152, Holmfrid, Björn och Sigvat, nämns också på U 144.

## Stenen
Stenens material består av ljusgrå granit, höjden är 1,35 meter och bredden är 1,06 meter. Ornamentiken visar upp ett slingrande rundjur i Urnesstil och stenen är rest av Holmfrid, en kvinna som med minnesmärket vill hedra sin make och son. Ristningen saknar det kristna korset. 
Den från runor översatta inskriften följer nedan:

## Inskriften
Translitterering av runraden:
× hulmfriʀ × -it --isa × istain × þina × iftiʀ × biarn × buanta isin × auk × iftiʀ × isikat (s)un isin ×
Normalisering till runsvenska:
Holmfriðr [l]et [ræ]isa stæin þenna æftiʀ Biorn, boanda sinn, ok æftiʀ Sighvat, sun sinn.
Översättning till nusvenska:
Holmfrid lät resa denna sten efter Björn, sin man, och efter Sigvat, sin son.